# Cathédrale de Tous-les-Saints de Charlotte-Amélie
Cette  cathédrale n’est pas la seule cathédrale de Tous-les-Saints.
La cathédrale de Tous-les-Saints est une cathédrale anglicane située à Charlotte-Amélie, dans les Îles Vierges des États-Unis. Elle est le siège du diocèse anglican des Îles Vierges.

## Historique
Elle a été construite en 1848 pour célébrer l'abolition de l'esclavage. 

## Architecture

### Architecture extérieure
La structure a été construite à partir de pierre extraite de l’île. Les fenêtres gothiques sont bordées de briques jaunes qui ont servi de ballast à bord des navires. Les marchands ont laissé les briques sur le front de mer pour faire de la place sur leurs bateaux pour la mélasse, le sucre, l'acajou et le rhum pour leur voyage de retour.